# بيفرلي لين
بيفرلي لين هوبشر (بالإنجليزية: Beverly Lynne Hubscher)‏ المعروفة باسم بيفرلي لين هي ممثلة أمريكية في هوليوود وكانت ممثلة إباحية في السابق، ولدت في يوم 31 أكتوبر 1973 في بنسلفانيا في الولايات المتحدة.

## حياتها ومسيرتها
تخرجت هوبشر من ثانوية بينريدج ودخلت الجامعة. وكانت مشجعة لفريق فيلادلفيا إيغلز لكرة القدم الأمريكية بين عامي 1998 و2000.

## حياتها الشخصية
متزوجة من الممثل الإباحي غلين ميدوز.

## روابط خارجية
- بيفرلي لين على موقع IMDb (الإنجليزية)
- بيفرلي لين على موقع ألو سيني (الفرنسية)
- بيفرلي لين على موقع أول موفي (الإنجليزية)
- بيفرلي لين على موقع قاعدة بيانات الفيلم (الإنجليزية)
- بيفرلي لين على موقع كينوبويسك (الروسية)